# MDR Wissen
MDR Wissen (Eigenschreibweise mdr WISSEN) ist ein digitales Multichannelangebot des Mitteldeutschen Rundfunks. Es ist die Weiterentwicklung des Wissensmagazins LexiTV. MDR Wissen verfolgt eine crossmediale Strategie und veröffentlicht alle Inhalte zuerst online. Das Leitmotiv aller Inhalte lautet: Die großen Fragen unserer Zeit. Und was sie für uns bedeuten.

## MDR Wissen im Netz
Die Website www.mdr-wissen.de ist ein digitales Portal für  Themen um Wissen und Wissenschaft in Mitteldeutschland, Europa und der Welt. Sie vereint das komplette Angebot der Redaktion, von tagesaktueller Berichterstattung aus Wissenschaft und Forschung bis hin zu hintergründigen Reportagen und Verweisen zu Drittplattformen. Mit der Präsenz auf Facebook bietet die Redaktion ihren Nutzern einen niederschwelligen Einstieg in die Welt der Wissenschaft.

## MDR Wissen im Fernsehen
MDR Wissen veröffentlicht TV-Beiträge in diversen Magazin-Sendungen, wie beispielsweise MDR um 11, MDR um 2 oder nano bei 3sat. Darüber hinaus produziert die Redaktion etwa acht 45-minütige Dokumentationen jährlich. Diese werden sonntags, 22:00 Uhr, im MDR Fernsehen ausgestrahlt. Alle Dokumentationen werden jeweils eine Woche vor der TV-Ausstrahlung in der ARD Mediathek veröffentlicht und sind dort für fünf Jahre abrufbar.

## MDR Wissen bei YouTube
MDR Wissen mit Jack Pop ist ein Host-getriebener YouTube-Kanal. Immer sonntags, 17:00 Uhr, erscheint eine neue Episode aus einem der Formate: Was wäre, wenn...?, Talk nerdy to me, Science vs. Fiction oder Wechselspannung. Der Kanal vermittelt wissenschaftliche Themen in einer unterhaltsamen Erzählweise.

## MDR Wissen Podcast

### Meine Challenge
Meine Challenge ist ein Host-getriebener Podcast, in dem sich die Reporterin Daniela Schmidt persönlichen Herausforderungen stellt, die sie mit Hilfe der Wissenschaft zu lösen versucht. Jeden zweiten Freitag erscheint eine neue Episode.

### Die großen Fragen in 10 Minuten
Die großen Fragen in 10 Minuten ist ein monatlich erscheinender Podcast von und mit MDR Wissen-Redakteur Karsten Möbius. Darin widmet er sich grundlegenden und gesellschaftsrelevanten Themen aus dem breiten Spektrum der Wissenschaft

## MDR Wissen im Radio
MDR Wissen ist fester Bestandteil der Radiowellen des Mitteldeutschen Rundfunks und liefert tagesaktuelle Berichterstattung aus Wissenschaft und Forschung. Darüber hinaus veröffentlicht MDR Wissen jeden Sonntag ein 15-minütiges Wissenschaftsmagazin bei MDR Aktuell.